# 迪特尔·本德尔
迪特尔·本德尔（德語：Dieter Bender，1940年5月20日—），德国男子赛艇运动员。他曾代表西德参加瑞士卢塞恩举办的1962年世界赛艇锦标赛，获得男子双人单桨无舵手金牌。